# Paweł Nagaishi
Paweł Nagaishi (zm. 10 września 1622 wzgórze Nishizaka w Nagasaki w Japonii) – błogosławiony Kościoła katolickiego, japoński katechista, tercjarz dominikański, męczennik, ofiara prześladowań antykatolickich w Japonii.

## Życiorys
Od 1607 do 1613 r. pomagał jako katechista w pracy ewangelizacyjnej dominikańskim misjonarzom w okolicach miasta Saga. Następnie razem z misjonarzami został wygnany do Nagasaki. W lipcu 1617 r. został uwięziony z Tomaszem de Zumárraga Lazacano, jednak na początku 1618 r. odzyskał wolność. Ponownie aresztowano go wiosną 1619 r. pod zarzutem szerzenia nauki chrześcijańskiej. Dnia 10 września 1622 r. został spalony żywcem, po tym jak był świadkiem ścięcia jego żony Tekli Nagaishi i 7-letniego syna Piotra.
Został beatyfikowany z żoną i synem w grupie 205 męczenników japońskich przez Piusa IX w dniu 7 lipca 1867 r. (dokument datowany jest 7 maja 1867 r.).
Dniem jego wspomnienia jest 10 września (w grupie 205 męczenników japońskich).